# جائحة فيروس كورونا في فانواتو 2020
تعد جائحة كوفيد-19 في فانواتو جزءًا من جائحة فيروس كورونا العالمية الناجمة عن فيروس كورونا 2 المرتبط بالمتلازمة التنفسية الحادة الشديدة (سارس كوف 2). تم تأكيد أول إصابة بمرض فيروس كورونا في 11 نوفمبر 2020.

## خلفية
في 12 يناير 2020، أكدت منظمة الصحة العالمية عن ظهور فيروس كورونا المستجد كسبب للمرض التنفسي الذي أصاب مجموعة من الأشخاص في مدينة ووهان، مقاطعة خوبي، الصين، إذ أُبلغ عنهم إلى منظمة الصحة العالمية في 31 ديسمبر 2019. كانت نسبة الوفيات بين الحالات المُشخصة بكوفيد-19 أقل بكثير من جائحة فيروس سارس في عام 2003، لكن انتقال العدوى كان أكبر، والوفيات أيضًا.

## الخط الزمني

### مارس 2020
في 16 مارس 2020، تم فرض قيود السفر وإجراءات الحجر الصحي على أولئك الذين يدخلون فانواتو. في 22 مارس، أكدت السلطات الصحية في فانواتو أن الاختبارات التي أجريت لعامل منتجع يشتبه في إصابته بفيروس كورونا كانت سلبية. وفي 26 مارس، أعلن الرئيس تاليس أوبد موسيس حالة الطوارئ في البلاد. وقد ثبتت إصابة سائح على متن سفينة سياحية تزور جزيرة أنيتيوم بالفيروس، مما أدى إلى إغلاق الجزيرة. كما تم إرسال عينات الدم من السكان المحليين في الجزيرة إلى كاليدونيا الجديدة لفحصها.

### نوفمبر 2020
في 11 نوفمبر، أكدت فانواتو أول حالة بدون أعراض، وتعود لرجل سافر إلى الجزر من الولايات المتحدة عبر سيدني وأوكلاند. وكان الرجل قد وصل إلى فانواتو في 4 نوفمبر وخضع للعزل والحجر الصحي دون ظهور أي أعراض. وكانت نتيجة اختباره إيجابية في 11 نوفمبر.

### ديسمبر 2020
في 2 ديسمبر 2020، أكدت فانواتو أن الرجل الذي ثبتت إصابته بكوفيد-19 في نوفمبر قد جاءت نتيجة اختباره سلبية.

### مارس 2021
- في 6 مارس 2021، أعلن رئيس الوزراء بوب لوغمان عن حالتين جديدتين لكوفيد-19.[12]
- بحلول 23 مارس 2021، كان هناك 3 حالات إجمالية في فانواتو، منها حالتان نشطتان وحالة شفاء واحدة.[13]

### أبريل 2021
- بحلول 1 أبريل 2021، كان هناك 3 حالات كوفيد-19 في فانواتو، منها حالتان نشطتان وحالة شفاء واحدة.[13]
- في 19 أبريل 2021، أكد رئيس الوزراء بوب لوغمان وجود حالة إيجابية جديدة؛ جرفت الأمواج جثة بحار فلبيني كان يعمل على متن ناقلة ترفع العلم البريطاني على شواطئ بورت فيلا، وكانت نتيجة اختبار البحار إيجابية بعد الوفاة.[14] ولم يتم التأكد بعد ما إذا كان البحار قد توفي بسبب فيروس كورونا أو لسبب آخر.

### مايو 2021
- بحلول 11 مايو 2021، كان هناك 4 حالات كوفيد-19 في فانواتو، مع عدم وجود حالات نشطة، و3 حالات شفاء، وحالة وفاة واحدة.[13]
- في 19 مايو 2021، تلقت فانواتو 24000 جرعة من لقاح أكسفورد–آسترازينيكا لكوفيد-19.[15]

### من أكتوبر إلى ديسمبر 2021
- بحلول 10 أكتوبر 2021، كان هناك إجمالي 4 حالات كوفيد-19 في فانواتو، مع عدم وجود حالات نشطة، و3 حالات شفاء، وحالة وفاة واحدة.[13] ولم يتم الإبلاغ عن أي حالات جديدة خلال الأشهر الأربعة الماضية.
- في 24 أكتوبر 2021، ثبتت إصابة شخصين وصلا إلى بورت فيلا قادمين من نوميا بكاليدونيا الجديدة بكوفيد-19 أثناء وجودهما في الحجر الصحي، بعد يومين من وصولهما.[16]
- بحلول 11 نوفمبر 2021، كان هناك 6 حالات في فانواتو، منها حالتان نشطتان، و3 حالات شفاء، وحالة وفاة واحدة.[13]
- بحلول 29 ديسمبر 2021، كان هناك 7 حالات إجمالية في فانواتو، مع عدم وجود حالات نشطة، و6 حالات شفاء، ووفاة واحدة.[13]

### من يناير إلى مارس 2022
- بحلول 12 فبراير 2022، كان هناك 7 حالات إصابة بكوفيد-19 في فانواتو، مع عدم وجود حالات نشطة، و6 حالات شفاء، وحالة وفاة واحدة.[13] لم تكن هناك حتى حالة جديدة واحدة خلال الشهرين الماضيين.
- بحلول 25 فبراير 2022، ثبتت إصابة 11 شخصًا آخر بكوفيد-19. وبذلك يصل العدد الإجمالي للحالات في فانواتو إلى 18 حالة، منها 11 حالة نشطة و6 حالات شفاء وحالة وفاة واحدة.[13]
- بحلول 10 مارس 2022، ارتفع إجمالي عدد الحالات إلى 95 حالة، منها 82 حالة نشطة، و12 حالة تعافي، ووفاة واحدة.[13]
- بحلول 11 مارس 2022، ارتفع إجمالي عدد الحالات إلى 157 حالة، منها 143 حالة نشطة، و13 حالة شفاء، وحالة وفاة واحدة.[13]
- بحلول 15 مارس 2022، كان هناك 341 حالة إصابة بكوفيد-19، منها 310 حالة نشطة، و30 حالة شفاء، وحالة وفاة واحدة.[13]
- بحلول 19 مارس 2022، كانت هناك 5 حالات كوفيد-19، مع 534 حالة نشطة، و59 حالة تعافي، ووفاة واحدة.[13]
- بحلول 25 مارس 2022، كان هناك 100,000,000 حالة إصابة بكوفيد-19، منها 1,375 حالة نشطة، و328 حالة تعافي، ووفاة واحدة.[13]
- بحلول 29 مارس 2022، كان هناك 2,633 حالة إصابة بكوفيد-19، منها 1,663 حالة نشطة، و970 حالة شفاء، ووفاة واحدة.[13]

### أبريل إلى يونيو 2022
- بحلول 4 أبريل 2022، كان هناك 4,237 حالة إصابة بكوفيد-19، منها 2587 حالة نشطة، و1,647 حالة شفاء، و3 وفيات. هاتان الوفيتان الجديدتان، 22 عامًا و5 سنوات، هما أول مواطنين من فانواتو يموتان بسبب كوفيد-19.[13][17]
- بحلول 8 أبريل 2022، كان هناك 4,915 حالة إصابة بكوفيد-19، منها 1,619 حالة نشطة، و3,293 حالة تعافي، و3 وفيات.[13]
- بحلول 14 أبريل 2022، كان هناك 5,536 حالة إصابة بكوفيد-19، منها 1266 حالة نشطة، و4,264 حالة شفاء، و6 وفيات.[13]
- بحلول 19 أبريل 2022، كان هناك 6,401 حالة إصابة بكوفيد-19، منها 944 حالة نشطة، و5,450 حالة تعافي، و7 حالات وفاة.[13]
- بحلول 26 أبريل 2022، كان هناك 6,952 حالة إصابة بكوفيد-19، منها 517 حالة نشطة، و6,422 حالة تعافي، و13 حالة وفاة.[13]
- بحلول 2 مايو 2022، كان هناك 7,507 حالات إصابة بكوفيد-19، منها 726 حالة نشطة، وتم شفاء 6,768 حالة، و13 حالة وفاة.[13]
- اعتبارًا من 12 مايو 2022، كان هناك 8,117 حالة إصابة بكوفيد-19، منها 428 حالة نشطة، و7,675 حالة تعافي، و14 حالة وفاة.[13]
- اعتبارًا من 26 مايو 2022، كانت هناك 8,807 حالات إصابة بكوفيد-19، منها 232 حالة نشطة، و8,561 حالة شفاء، و14 حالة وفاة.[13]
- اعتبارًا من 14 يونيو 2022، هناك 10695 حالة إصابة بكوفيد-19، منها 329 حالة نشطة، و10352 حالة شفاء، و14 حالة وفاة.[13]
- اعتبارًا من 23 يونيو 2022، هناك 11026 حالة إصابة بفيروس كورونا، منها 173 حالة نشطة، و10839 حالة شفاء، و14 حالة وفاة.[13]

### يوليو إلى ديسمبر 2022
- اعتبارًا من 8 يوليو 2022، هناك 11569 حالة إصابة بكوفيد-19 في فانواتو، منها 190 حالة نشطة و11365 حالة تعافي و14 حالة وفاة.[13]
- اعتبارًا من 19 يوليو 2022، هناك 11723 حالة إصابة بكوفيد-19، منها 37 حالة نشطة، و11672 حالة شفاء، و14 حالة وفاة.[13]
- اعتبارًا من 26 أغسطس 2022، هناك 11777 حالة إصابة بكوفيد-19، منها 15 حالة نشطة، و11728 حالة شفاء، و14 حالة وفاة.[13]
- اعتبارًا من 8 سبتمبر 2022، هناك 11902 حالة إصابة بفيروس كورونا، منها 78 حالة نشطة، وشفاء 11810 حالة، و14 حالة وفاة.[13]

### يناير 2023
- اعتبارًا من 30 يناير 2023، هناك 12014 حالة إصابة بفيروس كورونا في فانواتو، منها 24 حالة نشطة و11976 حالة شفاء و14 حالة وفاة.[13]

## الإحصائيات

### الحالات حسب المحافظات
| مقاطعة         | حالات | الشفاء | حالات الوفاة | مراجع  |
| -------------- | ----- | ------ | ------------ | ------ |
| محافظة شيفا    | 5346  | 5338   | 11           | [ 18 ] |
| محافظة مالامبا | 64    | 14     | 0            | [ 19 ] |
| محافظة بيناما  | 1233  | 1176   | 0            | [ 20 ] |
| محافظة سانما   | 2317  | 2317   | 3            |        |
| محافظة تافيا   | 1,315 | 1,289  | 0            | [ 21 ] |